# 艾萬年
艾万年（？—1635年7月27日），米脂人，明朝末年将领。
艾万年由武学生投身军旅，累积战功升至神木参将。崇祯四年（1631年），跟随曹文詔收复河曲。点灯子进入山西后，艾万年跟随曹文诏在桑落镇、花地窊、雾露山接连击败敌军。都司王世虎、守备姚进忠在战斗中阵亡。起义军退到石楼的康家山屯驻，西边距离黄河三十里。绥德知州周士奇、守备孙守法在含峪设下伏兵，渡过黄河袭击敌军，将其击败。崇祯五年（1632年），艾万年跟随参政樊一蘅平定了不沾泥。山西告急时，他跟随曹文诏向东征讨，与李卑在一个月内五次奏报捷讯，又与贺人龙一同击败八大王（张献忠）、扫地王的军队。第二年，起义军打算东逃，艾万年接连在延家山、亢义村、贾寨村击破敌军，被提拔为副总兵。
起初，山西遭受起义军侵扰后，当地的土寇也趁机作乱，三关的王刚、孝义的通天柱、临县的王之臣等人都曾攻破城池。后来见起义军势力衰弱，他们相继归顺，但暗中仍结党不散。山西巡抚戴君恩刚到任，谋划将他们诛杀。崇祯七年（1634年）正月迎春时，戴君恩召王刚赴宴，将其斩杀，又在其他地方杀掉通天柱，而艾万年也捕杀了王豹五（王之臣）及其党羽领兵王，生擒翻山动、姬关锁、掌世王，将俘虏押送到京师，晋中基本被平定。有人议论戴君恩杀害降将，给事中张第元极力陈说这些被蹂躏地方的惨状，请求记录艾万年的功劳。艾万年恰逢生病请求回乡，不久被加授署都督佥事。
崇祯八年（1635年）二月，艾万年上疏请求合计贼寇数量，推行坚壁清野之法。崇祯帝非常赞赏他的建议，下令有司商议施行，但最终未能采用他的策略。不久，艾万年被任命为孤山副总兵，驻守平凉。当时，总督洪承畴迫于六月灭贼的期限，急于进军作战。众将领见敌多兵少，都揣度难以取胜，但形势已无法阻止。艾万年与副将刘成功、柳国镇，游击王锡命合兵三千，在六月十四日抵达宁州的襄乐，遇敌大战，斩首数百。敌人伏兵突然杀出，将他们重重包围。艾万年、柳国镇奋力作战，最终不敌阵亡。刘成功、王锡命身负重伤返回。士兵战死一千多人。事情上报后，朝廷按制度追赠抚恤。